# Conation
La conation (du latin conatus, -us : « effort, élan ; essai, entreprise ») est un effort, une tendance, une volonté, une impulsion dirigée vers un passage à l'action. En psychologie, la conation est la troisième composante de l'action, avec la cognition et l'affectivité. En linguistique, la conation désigne une formation verbale visant à produire un effort.

## En psychologie du comportement des consommateurs
La composante conative désigne le comportement du consommateur et concerne les actions conscientes du consommateur. Les difficultés rencontrées pour relier les composantes cognitive et affective avec le comportement réel d’achat du consommateur conduisent les chercheurs à retenir comme indicateur de la composante conative « l’intention d’achat »[réf. à confirmer]. Cela pousse à l'action d'acheter.

### Les deux autres composants
- La composante affective prend en compte les motivations du consommateur lors de son processus de choix d’un produit parmi plusieurs disponibles[3][réf. à confirmer]. Compte tenu de la difficulté du recueil de ces éléments subjectifs, les jugements de préférences sont retenus pour caractériser de façon globale l’évaluation affective du consommateur lorsqu’il est confronté au choix d’une marque[4][réf. à confirmer].
- La composante cognitive regroupe les croyances du consommateur qui conditionnent les comparaisons entre les produits envisagés[5][réf. à confirmer]. Ces croyances sont structurées autour des attributs des produits. L’évaluation cognitive du consommateur repose sur les jugements de disparités perçues par le consommateur entre différentes marques[5][réf. à confirmer].

## En psychologie
Ce qui oriente le choix ou l'action, dans la vie intérieure et extérieure ; plus ou moins synonyme de motivation, désir ou volition (volonté).

## En linguistique
Le conatif est « un type de formation verbale propre à exprimer l'effort ». Certaines langues marquent le conatif par des affixes spécifiques (c'est le cas du bourouchaski par exemple).
Jakobson parle de fonction conative du langage à propos de formes telles que l'impératif, qui sont destinées à faire réagir le destinataire dans un certain sens, à déterminer son comportement.

## En éducation
La conation est un champ théorique et scientifique qui cherche à expliquer les mobiles d'action d'un sujet, c'est-à-dire les conjonctions entre ce qu'il est (consciemment ou non) et ce par quoi et pour quoi il s'engage. En ce sens, les conations représentent des synergies de facteurs de sources variées « à l'origine du déclenchement et de l'orientation des conduites » (Reuchlin, 1990) : motivation, volition, désirs, cognitions, affects, valeurs, concept et estime de soi, habitus, besoin d’appartenance, etc. Agnès Florin et Pierre Vrignaud ont organisé un colloque en 2006 pour dynamiser la recherche concernant les effets des dimensions conatives en éducation, permettant d'offrir un cadre d'analyse centré sur les conduites favorables ou défavorables à la réussite à l'école.

### En éducation physique et sportive (EPS)
Gilles Bui-Xuân a initié cette réflexion dans le champ de l'EPS, en théorisant notamment les étapes immuables que traverse le pratiquant dans toute activité au travers d'un curriculum conatif. Cette théorie spécifique à l'EPS à l'origine a fait l'objet de nombreuses recherches universitaires dans cette disciplines et dans d'autres domaines.